# Андо (род)
Андо (яп. 安藤氏 Andō-shi) — японский самурайский род.

## История
Клан происходит от Абэ Хирафу и Абэ Накамаро. Клан служил роду Токугава во время периода Эдо. Их первый зарегистрированный глава семьи, Ан-Наоцугу, был старшим сыном Ан-Харуёси и внуком Ан-Иесиге, хранителем Мацудайры Хиротады (отца Токугава Иэясу)[что?].

## Главы семьи
1. Андо Ноцугу (1555—1635)
2. Андо Наохару (1607—1636)
3. Андо Ёсикадо (1636—1654)
4. Андо Накоиё (1633—1692)
5. Андо Наона (1680—1708)
6. Андо Нобутакэ (1688—1717)
7. Андо Нобусада (1717—1725)
8. Андо Кацуёси (1715—1730)
9. Андо Цугуюки (1716—1765)
10. Андо Хиронага (1747—1771)
11. Андо Цугунори (1749—1827)
12. Андо Митинори (1760—1825)
13. Андо Наотомо (1790—1809)
14. Андо Митинори (1780—1823) (со-глава)
15. Андо Наока (1786—1826)
16. Андо Наохиро (1821—1858)
17. Андо Наоюки (1858—1908)
18. Андо Наотада